# Stanley (Durham)
Stanley is een civil parish in het bestuurlijke gebied Durham, in het Engelse graafschap Durham. De plaats telt bijna 33.000 inwoners.

## Musea
- Beamish: North of England Open Air Museum

## Geboren
- Lewis Miley (1 januari 2006), voetballer